# Xuntian
Xuntian (巡天S, XúntiānP), noto anche come Chinese Space Station Telescope o CSST, è un telescopio spaziale cinese attualmente in fase di sviluppo. Avrà uno specchio primario di 2 metri di diametro ed è previsto un campo visivo 300 volte più grande del telescopio spaziale Hubble. Ciò consentirà al telescopio di riprendere fino al 40% del cielo utilizzando la sua fotocamera da 2,5 gigapixel in dieci anni.
Il lancio di Xuntian è previsto nel 2026 tramite il vettore Lunga Marcia 5B che lo porrà nella stessa orbita della Stazione spaziale Tiangong. Xuntian attraccherà periodicamente alla stazione.